# Oddział „Margirio”

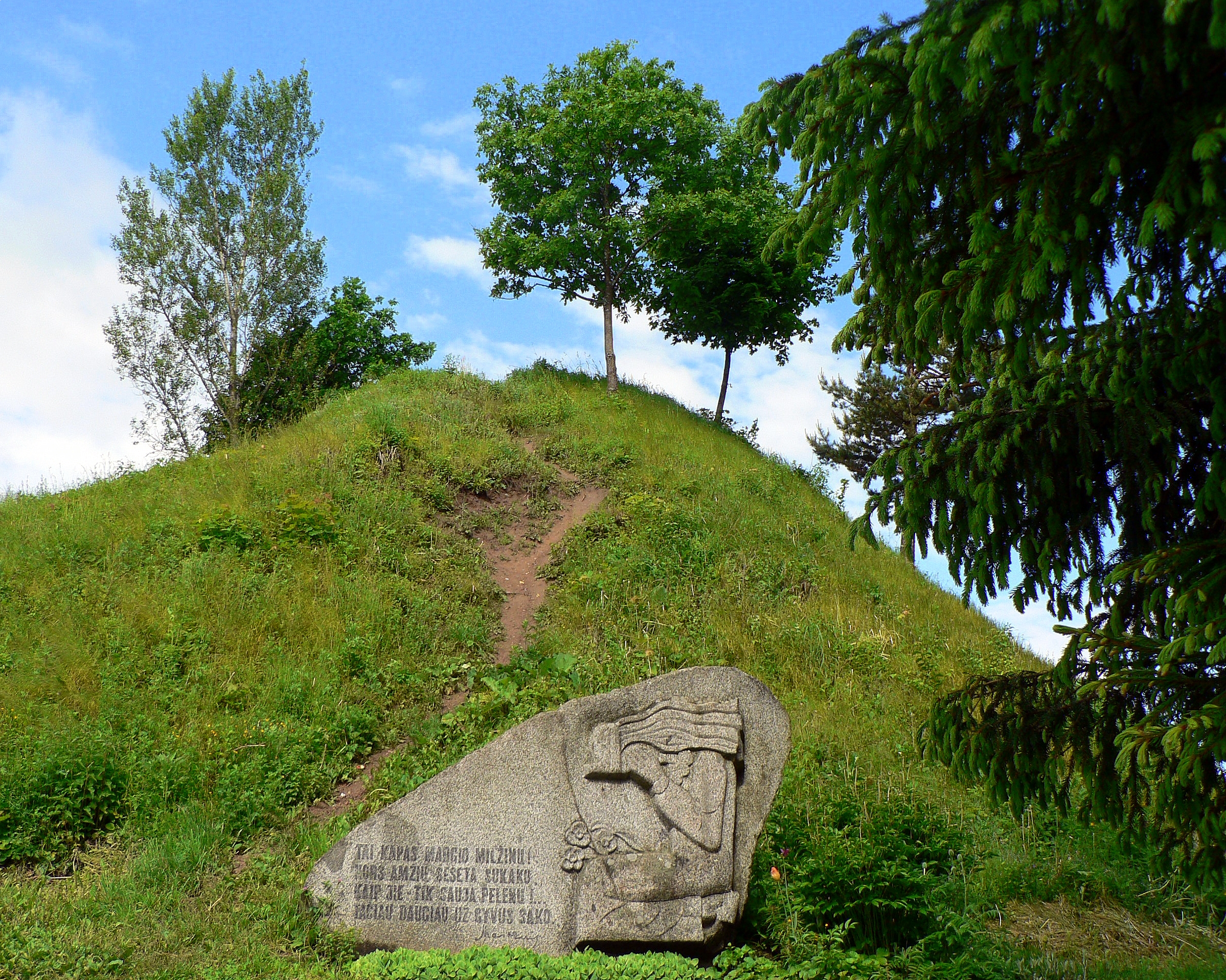
Wzgórze Margirio (Margiris), od którego nazwę wziął oddział

Oddział „Margirio” – wielonarodowościowy oddział partyzantów sowieckich, wchodzący w skład Brygady Wileńskiej Litewskiego Sztabu Partyzanckiego.
W styczniu 1944 120–150-osobowa grupa partyzantów sowieckich z oddziałów „Śmierć okupantowi”, „Śmierć faszyzmowi”, „Piorun” i „Margirio” dokonała pacyfikacji wsi Koniuchy (gmina Bieniakonie, powiat lidzki, województwo nowogródzkie) i dokonała zabójstwa kilkudziesięciu mieszkańców wsi (tzw. zbrodnia w Koniuchach).